# Coppa di Turchia 2020 (pallacanestro maschile)
La Coppa di Turchia 2020 è la 35ª Coppa di Turchia di pallacanestro maschile.

## Squadre
Le squadre qualificate sono le prime otto classificate al termine del girone di andata della Basketbol Süper Ligi 2019-2020. 
1. Anadolu Efes
2. Pınar Karşıyaka
3. Fenerbahçe Beko
4. Galatasaray Doğa Sigorta

1. Tofaş
2. Teksüt Bandırma
3. Darüşşafaka Tekfen
4. Türk Telekom

## Tabellone
|  | Quarti di finale 11 / 12 febbraio | Quarti di finale 11 / 12 febbraio | Quarti di finale 11 / 12 febbraio |            |             | Semifinali 14 febbraio | Semifinali 14 febbraio | Semifinali 14 febbraio |  |  | Finale 16 febbraio | Finale 16 febbraio | Finale 16 febbraio |
|  |                                   |                                   |                                   |            |             |                        |                        |                        |  |  |                    |                    |                    |
|  | 1                                 | Anadolu Efes                      | 71                                |            |             |                        |                        |                        |  |  |                    |                    |                    |
|  | 7                                 | Darüşşafaka                       | 81                                |            |             |                        |                        |                        |  |  |                    |                    |                    |
|  | 7                                 | Darüşşafaka                       | 81                                |            | 7           | Darüşşafaka            | 85                     |                        |  |  |                    |                    |                    |
|  |                                   |                                   |                                   |            | 7           | Darüşşafaka            | 85                     |                        |  |  |                    |                    |                    |
|  |                                   | 4                                 | Galatasaray                       | 71         |             |                        |                        |                        |  |  |                    |                    |                    |
|  | 4                                 | 4                                 | Galatasaray                       | 71         | Galatasaray | 98                     |                        |                        |  |  |                    |                    |                    |
|  | 4                                 |                                   |                                   |            | Galatasaray | 98                     |                        |                        |  |  |                    |                    |                    |
|  | 5                                 | Tofaş Bursa                       | 81                                |            |             |                        |                        |                        |  |  |                    |                    |                    |
|  |                                   |                                   |                                   |            |             |                        |                        |                        |  |  | 7                  | Darüşşafaka        | 71                 |
|  |                                   |                                   | 3                                 | Fenerbahçe | 74          |                        |                        |                        |  |  |                    |                    |                    |
|  | 2                                 | Karşıyaka                         | 56                                |            |             |                        |                        |                        |  |  |                    |                    |                    |
|  | 8                                 | Türk Telekom                      | 62                                |            |             |                        |                        |                        |  |  |                    |                    |                    |
|  | 8                                 | Türk Telekom                      | 62                                |            | 8           | Türk Telekom           | 81                     |                        |  |  |                    |                    |                    |
|  |                                   |                                   |                                   |            | 8           | Türk Telekom           | 81                     |                        |  |  |                    |                    |                    |
|  |                                   | 3                                 | Fenerbahçe                        | 83         |             |                        |                        |                        |  |  |                    |                    |                    |
|  | 3                                 | 3                                 | Fenerbahçe                        | 83         | Fenerbahçe  | 100                    |                        |                        |  |  |                    |                    |                    |
|  | 3                                 |                                   |                                   |            | Fenerbahçe  | 100                    |                        |                        |  |  |                    |                    |                    |
|  | 6                                 | Bandırma B.İ.K.                   | 70                                |            |             |                        |                        |                        |  |  |                    |                    |                    |

## Quarti di finale
| Arbitri: | Erşan Kartal Kaan Büyükçil Osman Sinan İşgüder |

|              |            |              |
| Simon 22     | Punti      | 22 Browne    |
| Simon 5      | Assist     | 5 Browne     |
| Pleiß 8      | Rimbalzi   | 11 Jones     |
| Ergin Ataman | Allenatori | Selçuk Ernak |

| Arbitri: | Emin Moğulkoç Aytuğ Ekti Ayşe Nur Yazıcıoğlu |

|                  |            |           |
| Auguste 32       | Punti      | 19 Yaşar  |
| Webster 10       | Assist     | 7 Ermiş   |
| Auguste 11       | Rimbalzi   | 5 Phillip |
| Ertuğrul Erdoğan | Allenatori | Orhun Ene |

| Arbitri: | Yener Yılmaz Fatih Arslanoğlu Alper Özgök |

|                  |            |             |
| M'Baye, Taylor 9 | Punti      | 15 Wiltjer  |
| M'Baye, Triche 3 | Assist     | 6 Wiltjer   |
| Birsen 9         | Rimbalzi   | 15 Fall     |
| Ufuk Sarıca      | Allenatori | Burak Gören |

| Arbitri: | Mehmet Keseratar Mehmet Serdar Ünal Kerem Baki |

|                  |            |                     |
| Mahmutoğlu 18    | Punti      | 15 Terry            |
| Sloukas 11       | Assist     | 3 Hummer, Kalinoski |
| Veselý 11        | Rimbalzi   | 6 Haltalı           |
| Željko Obradović | Allenatori | Hakan Demir         |

## Semifinali
| Arbitri: | Mehmet Keserater Alper Altuğ Köselerli Can Mavisu |

|              |            |                     |
| Özmızrak 25  | Punti      | 15 Harrison, Köksal |
| Özmızrak 7   | Assist     | 7 Webster           |
| Hamilton 11  | Rimbalzi   | 8 Poythress         |
| Selçuk Ernak | Allenatori | Ertuğrul Erdoğan    |

| Arbitri: | Emin Moğulkoç Mehmet Karabilecen Semih Vural |

|                    |            |                    |
| Campbell 19        | Punti      | 19 de Colo         |
| Baygül, Campbell 4 | Assist     | 4 Kalinić, Sloukas |
| Türen 10           | Rimbalzi   | 8 Kalinić, Veselý  |
| Burak Gören        | Allenatori | Željko Obradović   |

## Finale
| Arbitri: | Erşan Kartal Osman Sinan İşgüder Seher Ayşe Nur Yazıcıoğlu |

| |            | |
| Hamilton 20 | Punti      | 15 Datome, de Colo, Sloukas |
| Colson 5 | Assist     | 4 Muhammed, Sloukas |
| Hamilton 10 | Rimbalzi   | 5 Datome, Sloukas, Veselý |
| 8 Browne• 12 Hamilton• 21 Jones• 32 Güler• 50 Colson 3 Özmızrak• 6 Agva• 10 Dora• 11 Demir• 14 Veyseloğlu• 18 Özdemiroğlu• 22 Şav | Formazioni | 12 Kalinić• 16 Sloukas• 19 de Colo• 24 Veselý• 70 Datome 3 Tırpancı• 8 Sancaklı• 10 Mahmutoğlu• 18 Arna• 32 Candan• 35 Muhammed• 44 Düverioğlu |
| Selçuk Ernak | Allenatori | Željko Obradović |